# Ochlerotatus
Genre
Ochlerotatus est un genre de moustiques. Ce sont des insectes diptères nématocères de la famille des Culicidae. 

## Liste des sous-genres
- Ochlerotatus (Ochlerotatus)
- Ochlerotatus (Acartomyia)
- Ochlerotatus (Culicelsa)
- Ochlerotatus (Gilesia)
- Ochlerotatus (Protoculex)
- Ochlerotatus (Chrysoconops)
- Ochlerotatus (Empihals)
- Ochlerotatus (Pholeomyia)
- Ochlerotatus (Buvirilia)
- Ochlerotatus (Sallumia)